# Inogés
Inogés es una localidad de la provincia de Zaragoza (Aragón, España), que pertenece al municipio de El Frasno, en la comarca de la comunidad de Calatayud. Está enclavado en la sierra de Vicor.

## Toponimia
Se escribe ya Finoges en la "Bula de Lucio III (1182)":

Ecclesiam de Viver cum pertinenciis suis, Ecclesiam de Finoges cum pertinencis suis, Ecclesiam de Pleytas cum pertinenciis suis

Figura como Fenogas en Rationes decimarum Hispaniae (1279-80)

Item a Garcia Petri, rectore de Pleytas et Fenogas

Se escribe Fenoges quando el 7 de julio de 1292 el obispo de Tarazona concedió la iglesia de Inogés al prior de la iglesia de Santa María Mayor de Calatayud

...atque mense eorum, ecclesias de Fenoges et de Pietas, aldearum Calataiubii, nostre diocesis...

En otros textos se puede encontrar como Finoges o como Finojes. También es posible verlo escrito Finolles, y en un testamento de 1411 se lee Finolles y Finoges:

nj mjnguada del vltimo testament de domjngo finoges sabio endereyto Ciudadano dela Ciudat de Calatayu

Sig(signo)no de mj pedro docanya habitant enla Ciudat de Calatayu por actorjdat Reyal notario publico por todo el Regno de aragon quj la dita clausula del dito testament del dito domjngo finolles

Se castellanizó perdiendo la f- inicial convirtiéndose en Inogés. Según Antonio Ubieto Arteta se escribía Finogés hacia el 1646 y se escribe Inogés desde 1713.

## Historia
Perteneció a la Sesma del río Miedes dentro de la Comunidad de aldeas de Calatayud.
Fue municipio independiente hasta 1971, año en que se fusionó con el municipio de El Frasno.

## Geografía humana

### Demografía
| Gráfica de evolución demográfica de Inogés entre 1842 y 1970 |
| |
| Población de derecho según los censos de población del INE Población de hecho según los censos de población del INEEn este censo se denominaba Inojés: 1842 Entre el censo de 1981 y el anterior, este municipio desaparece porque se integra en el municipio 50110 (El Frasno) |

Evolución de la población en el siglo XXI
| Gráfica de evolución demográfica de Inogés entre 2000 y 2020       |
|                                                                    |
| Población de derecho (2000-2020) según el padrón municipal del INE |